# Herbstadt
Herbstadt är en kommun och ort i Landkreis Rhön-Grabfeld i Regierungsbezirk Unterfranken i förbundslandet Bayern i Tyskland.
Kommunen ingår i kommunalförbundet Bad Königshofen im Grabfeld tillsammans med köpingen Trappstadt och kommunerna Aubstadt, Großbardorf, Höchheim, Sulzdorf an der Lederhecke och Sulzfeld.